# Isak Abrahamsen
Isak Abrahamsen (Bergen, 1891. április 28. – Oslo, 1972. április 29.) olimpiai bajnok norvég tornász.
Az 1912. évi nyári olimpiai játékokon indult tornában és csapat összetettben szabadon választott szerekkel olimpiai bajnok lett.
Klubcsapata a TIF Viking volt.